# Обломеевка
Обломеевка (укр. Обломіївка) — правый приток реки Днепр и бывший правый приток реки Цыбульник, протекающий по Александрийскому району (Кировоградская область, Украина). 

## География
Длина в 1957 году — 18 км. Площадь водосборного бассейна — 105 км². 
Берёт начало от двух ручьёв западнее и юго-восточнее села Таловая Балка. Река течёт на север. Изначально Обламеевка впадала в реку Цыбульник (на 19-км от её устья), сейчас в залив Кременчугского водохранилища на реке Днепр севернее села Великая Скелевая. В связи с заполнением Кременчугского водохранилища в 1959-1961 годы длина реки Цыбульник и её притока Обломеевка сократились — приустьевые части были затоплены, образовав двурукавный эстуарий, который расширяется в сторону Кременчугского водохранилища.
Русло слабоизвилистое, пересыхает. На реке есть пруды. Пойма заболоченная, занята лесными насаждениями.
Притоки (от истока до устья): нет крупных.
Населённые пункты на реке (от истока до устья):
1. Таловая Балка
2. Великая Скелевая